# Papamosques de Hartert
El papamosques de Hartert (Ficedula harterti) és una espècie d'ocell de la família dels muscicàpids (Muscicapidae). És endèmica de Sumba, una de les illes Petites de la Sonda, a Indonèsia. El seu hàbitat natural són els boscos tropicals i subtropicals de frondoses humits de les terres baixes. El seu estat de conservació es considera de risc mínim.
El nom específic de Hartert fa referència a l'ornitòleg alemany Ernst Hartert (1859-1933).